# Orazio Maria Petracca
Orazio Maria Petracca (Duronia, 27 aprile 1937 – Roma, 6 maggio 2008) è stato un politologo italiano.
Nato nel 1937 a Duronia, piccolo centro della provincia molisana di Campobasso, esponente della sinistra liberale, docente di Scienza dell'amministrazione e dottrina dello Stato all'Università di Salerno, Orazio Maria Petracca è stato uno dei primi politologi, fin dagli inizi degli anni sessanta, a studiare i comportamenti elettorali e i gruppi di pressione.
Studioso della politica della Confindustria, cui dedicò il volume Associazionismo imprenditoriale e impegno politico del 1984, Petracca si è impegnato per il rinnovamento dell'organizzazione degli industriali italiani e, negli anni 2000-2004, quando l'industriale napoletano Antonio Amato fu eletto presidente confindustriale, divenne suo consigliere politico.
Editorialista del Corriere della Sera e del Sole 24 Ore, nel volume Storia della prima Repubblica, edito nel 1980, ha analizzato le trasformazioni della società italiana alla fine degli anni settanta. È morto a Roma, a settantuno anni, nel 2008.

## Pubblicazioni
- Partiti politici e strutture sociali in Italia, con Mattei Dogan, Milano, Edizioni di comunità, 1968.
- Storia della prima Repubblica. La democrazia della paura, Milano, Società editoriale mondo economico ; Istituto per gli studi di economia, 1980.
- Associazionismo imprenditoriale e impegno politico. L'esperienza della Confintesa, Roma, SIPI, 1984.
- Introduzione alla questione istituzionale, Roma, SIPI, 1984.
- 4. Le istituzioni politiche, Milano, Il Sole-24 Ore, 2002. Fa parte di La competitività dell'Italia. Ricerca del Centro studi Confindustria.

### Curatele
- Graham Wootton, I gruppi di interesse, Bologna, Il mulino, 1975.